# بينيلا
بينيلا هي بلدية تقع في منطقة كويمبرا في البرتغال. يبلغ عدد سكانها نحو 3300 نسمة. منطقة الجذب السياحي الرئيسية في المدينة هي قلعة بينيلا . بلغ عدد سكان البلدية في عام 2011 حوالي 5،983 نسمة، في مساحة 134.80 نسمة كيلومتر مربع. وهي من بين أقدم البلديات المعترف بها في الدولة كلها (1137).

## الأبرشيات
إداريًا تنقسم البلدية إلى 4 أبرشيات ( Freguesias):
- كوميرا
- اسبينهال
- بودنتيس
- ساو مِنِغَل

## أعلام
- أنطونيو أرناوت

## وصلات خارجية
- صور من بينيلا